# Thiago Heleno
Thiago Heleno Henrique Ferreira (Sete Lagoas, 17 de setembro de 1988) é um futebolista brasileiro que atua como zagueiro. Joga no Paysandu.

## Carreira

### Início
Iniciou sua carreira no Cruzeiro, onde passou pelas categorias de base entre 1999 e 2005. Entre 2006 e 2010, fez parte do elenco principal da equipe mineira, atuando em 150 partidas, marcando nove gols.

### Corinthians
No dia 18 de agosto de 2010, assinou por empréstimo com o Corinthians. No entanto, teve sucessivas falhas e não foi muito aproveitado pelo clube paulista, de onde saiu no dia 31 de dezembro do mesmo ano.

### Palmeiras
Livre no mercado após deixar o Cruzeiro, foi apresentado como novo reforço do Palmeiras no início de 2011. No final de março do mesmo ano, já como titular da zaga, Thiago Heleno marcou dois gols na vitória do alviverde sobre o Bragantino por 3 a 0, pelo Campeonato Paulista, resultado que garantiu vaga à fase final da competição.
Em dezembro, Thiago Heleno operou os dois pés por dores que sentia desde os tempos no Cruzeiro. Ficou seis semanas sem tocar os pés no chão e quatro meses sem jogar.
Era uma das esperanças do Palmeiras na temporada de 2012 e homem de confiança do técnico Luiz Felipe Scolari. Voltou à equipe na Copa do Brasil e foi fundamental para a conquista do título da competição, obtido de maneira invicta. Entretanto, a má fase palmeirense após o título, que redundou na queda do clube à Série B, fez com que a diretoria não tivesse intenções de renovar com o zagueiro.

### Criciúma
Em 2013, acabou indo para o Criciúma, porém não fez nenhum jogo com a camisa tricolor e foi afastado da equipe após uma confusão com um torcedor em uma casa noturna da cidade.

### Figueirense
Em 2014, o jogador assinou com o Figueirense para a disputa do Campeonato Catarinense e da Série A do Brasileirão. No dia 28 de janeiro de 2015, renovou seu vínculo com o Figueira por mais um ano.

### Athletico Paranaense
Segundo seu empresário, o jogador estava 70% acertado com o Santos; no entanto, Thiago Heleno surpreendeu e acertou com o Athletico Paranaense no dia 28 de dezembro de 2015, assinando por um ano.
No dia 1 de maio de 2016, na primeira partida da final do Campeonato Paranaense, o zagueiro marcou um dos gols na vitória por 3 a 0 contra o rival Coritiba, na Arena da Baixada. No jogo de volta no Couto Pereira, Thiago Heleno foi bem defensivamente, ajudando sua equipe a vencer por 2 a 0 e conquistar o título estadual. Após atuações boas e seguras pelo clube, foi apelidado de General Heleno pela torcida.
Pela Libertadores de 2017, o zagueiro foi um autêntico xerife. Teve boa atuação numa partida contra o Flamengo, realizando desarmes e ainda marcando um gol de cabeça na vitória por 2 a 1. Voltou a ser decisivo pelo Furacão no dia 6 de agosto, na vitória contra o Palmeiras no Allianz Parque, pelo Campeonato Brasileiro, quando marcou, de cabeça, o único gol da partida.
Pelo time curitibano, virou um dos jogadores mais importantes da história do clube: pelo furacão da baixada, foi capitão e titular nas conquistas da Copa Sul-americana de 2018 e 2021 e da Copa do Brasil de 2019. Atuou por 350 jogos pelo clube, virando o segundo jogador com mais partidas na história do clube. Em 2025, após 9 anos, Thiago Heleno deixou o Athletico.

### Paysandu
Em 5 de junho de 2025, o Paysandu anunciou a contratação de Thiago Heleno para a sequência da Série B do Brasileiro.

## Títulos
Cruzeiro
- Campeonato Mineiro: 2006, 2008 e 2009

Palmeiras
- Copa do Brasil: 2012

Figueirense
- Campeonato Catarinense: 2014 e 2015

Athletico Paranaense
- Copa Sul-Americana: 2018 e 2021[19]
- Copa do Brasil: 2019
- Levain Cup: 2019
- Campeonato Paranaense: 2016, 2020, 2023 e 2024

Seleção Brasileira
- Campeonato Sul-Americano Sub-17: 2005
- Campeonato Sul-Americano Sub-20: 2007

### Prêmios individuais
Cruzeiro
• Troféu O Rei dos Pênaltis (165)
Figueirense
- Troféu de Prata Top da Bola - Melhor Zagueiro do Campeonato Catarinense: 2014
- Troféu de Ouro Top da Bola - Melhor Zagueiro do Campeonato Catarinense: 2015

Athletico Paranaense
- Seleção da Copa Libertadores da América: 2022
- Seleção Ideal da América do Sul pelo jornal El País: 2022[20]